# Fichtelsee
Der Fichtelsee ist ein etwa 10,5 Hektar großer künstlich angelegter Stauweiher in der waldreichen Einsattelung zwischen Ochsenkopf und Schneeberg in der Gemeinde Fichtelberg in Oberfranken.
Er dient als Naturfreibad und mit seinen umliegenden Einrichtungen wie Liegewiese, Kinderspielplatz, Sportflächen und Rundwegen als beliebtes Naherholungsgebiet. Eine fischwirtschaftliche Nutzung ist wegen der extremen Übersäuerung (pH-Wert durchschnittlich 4,2) nicht möglich. Dem See entlang verläuft der Seenweg und Fränkischer Gebirgsweg.

## Geschichte
In der Beschreibung des Wildmeisteramtes Waldeck 1435 „piß an See“ erscheint als Teil einer Grenzbeschreibung des herrschaftlichen Waldes 1393 der Hinweis „in den sehe (= See) auf den Fichtelberge“. Matthias von Kemnat berichtet 1476 in seiner ersten Beschreibung des Fichtelgebirges über den „sehe, aus dem vier schiffreiche Wasser kreutzweis in die Welt fließen: Main, Naab, Saale, Eger“. Seit dieser Zeit schrieben alle Chronisten von dem „weltberuffenen Fichtelberger See“, ohne ihn gesehen zu haben. Ob es sich damals um einen See im heutigen Sinne gehandelt hat, wird von Wissenschaftlern angezweifelt. Vielmehr wird es ein wasserreiches Hochmoor gewesen sein, das im Nordteil noch teilweise vorhanden ist.
Erstmals wurde 1607 ein Seeweiher genannt, der für die Eisenhammerwerke Gottesgab (jetzt Ortsteil Neubau der Gemeinde Fichtelberg) zusammen mit anderen Wasserstauanlagen angelegt wurde, der Abfluss hieß 1650 Seegraben. Für die zusätzliche Wasserzufuhr wurde 1608 die Gregnitz zum Seeweiher umgeleitet, heute als Lochbach bezeichnet. Eine weitere Zuleitung aus dieser Zeit war der Paschenbach. Um 1795 wurde von einem Dammbau durch das Bergamt Gottesgab berichtet, was in der Literatur häufig als Geburtsstunde des Fichtelsees bezeichnet wird. 1934/35 war der Damm des Fichtelseestauweihers schadhaft geworden, der See zu einem Tümpel verkommen. Deshalb wurde der Damm durch einige Werksbesitzer des oberen Naabtals und durch die Gemeinde Fichtelberg erhöht, dadurch entstand der bis 1983 vorhandene Fichtelsee.

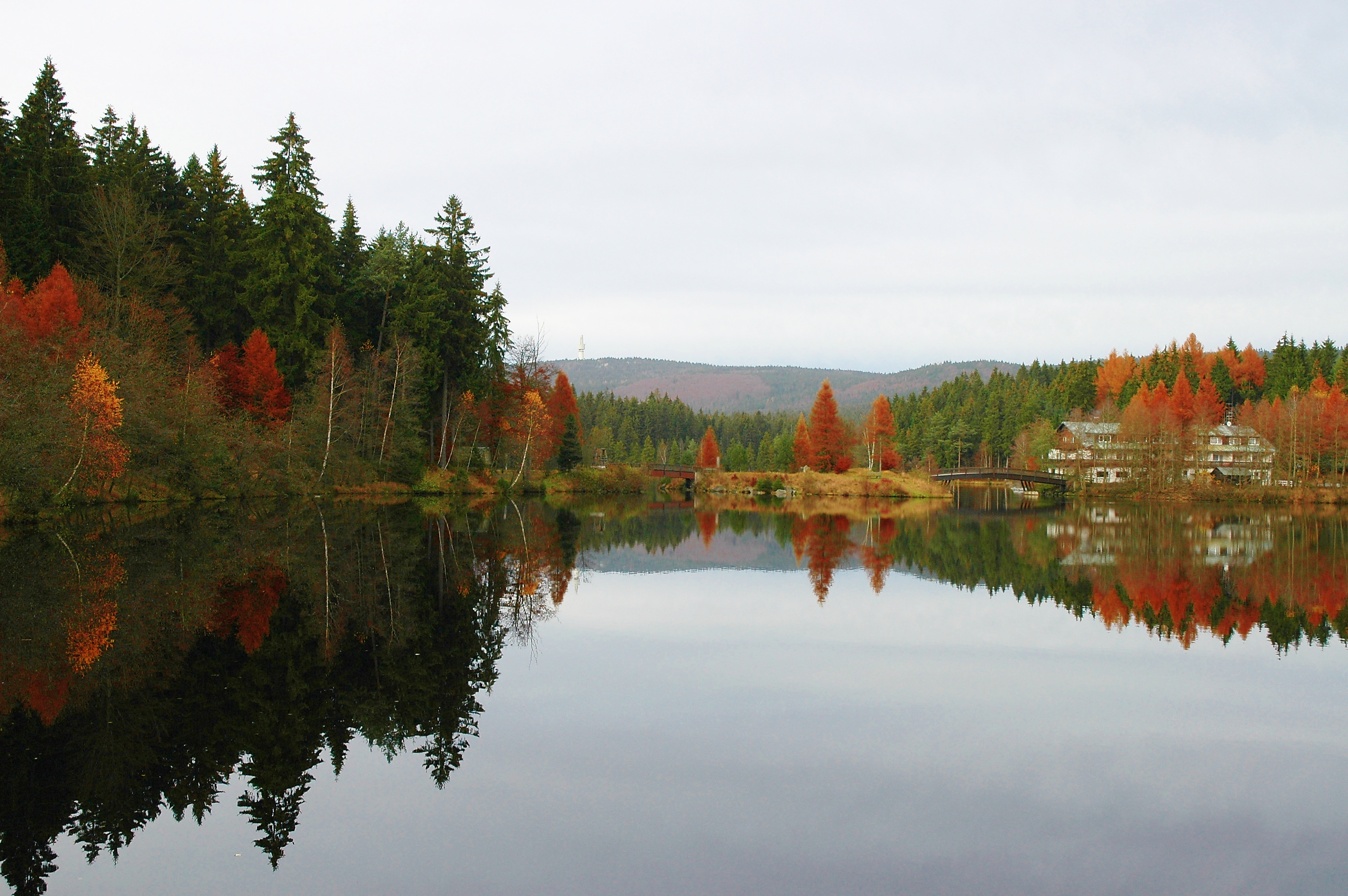
Südlicher (neuester) Teil des Fichtelsees

1977/78 musste der Wasserspiegel des Fichtelsees abgesenkt werden, weil der Damm undicht geworden war. Der Zweckverband zur Förderung des Fremdenverkehrs und des Wintersports im Fichtelgebirge beschloss daraufhin den Ausbau und die Sanierung des Fichtelsees durch Errichtung einer neuen Talsperre mit Erweiterung der Wasserfläche, wobei das Wasserwirtschaftsamt Bayreuth als Träger der Baumaßnahme fungierte. Vom Frühjahr 1983 bis Sommer 1986 entstand ein neuer, 20 Meter hoher Erddamm südlich des alten Sees mit einer Dammkronenlänge von 325 Meter. Die gesamte Wasserfläche erweiterte sich dadurch auf 10,5 Hektar.
1939 wurde die Torf-, See- und Hüttenlohe, die Gegend nördlich und östlich des Fichtelsees mit einer Fläche von 45,4 ha als Naturschutzgebiet ausgewiesen. Der See selbst liegt außerhalb des Naturschutzgebietes, ist aber in die Landschaftsschutzkarte eingetragen.
1982 wurde der Schutz der Vegetation um den See weiter ausgedehnt und zum Naturwaldreservat Fichtelseemoor mit einer Größe von 139,2 Hektar erklärt. Davon sind 54,6 als Kernzone und 84,6 als Schutzzone ausgewiesen. Die Kernzone bleibt von Menschenhand absolut unberührt, es findet auch keine forstwirtschaftliche Nutzung und Pflege statt, die Natur wird sich völlig selbst überlassen. Mit der Maßnahme gelang es, die für das Hochmoor charakteristischen Zwergsträucher, Kräuter, Gräser und Torfmoose und den Bestand der Sumpfföhre (Spirke) wirkungsvoll zu schützen.
Die seinerzeitige Wasserentnahme aus den Lohen durch das Berg- und Hüttenamt Fichtelberg förderte das Austrocknen des Fichtelseemoores. Schließlich war die Austrocknung so weit fortgeschritten, dass um 1840 mit dem systematischen Abbau des Torfes als Brennmaterial für die Fichtelberger Eisenwerke und Glasbetriebe begonnen wurde. Der Brennstoff gelangte auch nach Bayreuth zur Beheizung des Zuchthauses, der Justizgebäude und der Kaserne. Der letzte Torfstich im Fichtelseebereich erfolgte nach dem Zweiten Weltkrieg durch die Stadt Wunsiedel.
Das Umwelt- und das Landwirtschaftsministerium bemühen sich derzeit, ehemals durch Torfabbau zerstörte Flächen zu renaturieren. Hierzu wurde das Entwässerungsnetz zugeschüttet, um die Bereiche wieder zu vernässen und die ökologischen Kreisläufe im Moor zu aktivieren.

## Fauna und Flora

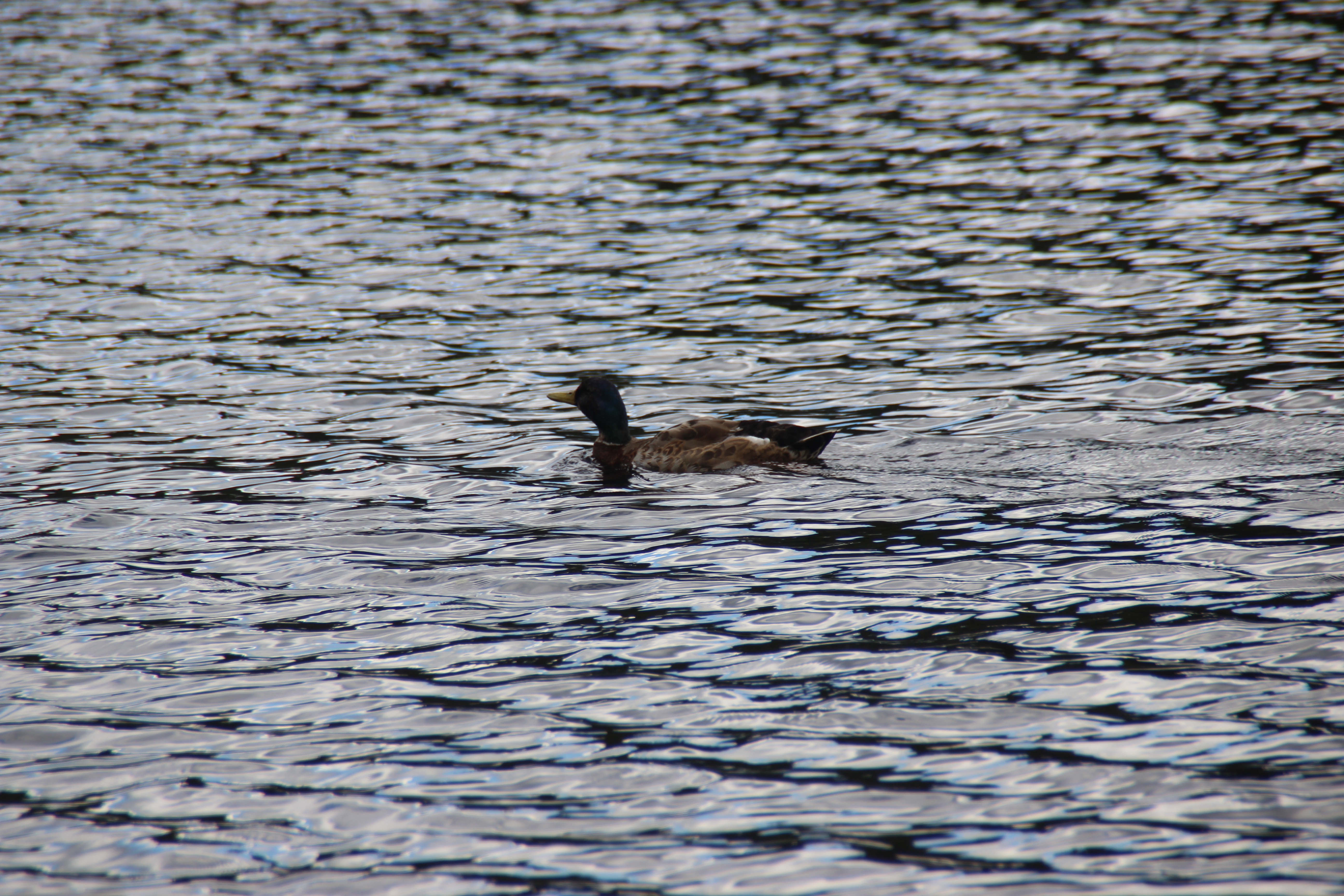
Ein Enterich ist im See unterwegs, Sommer 2020

Im Fichtelsee leben zwar keine Fische, aber als besondere Vertreter der Tierwelt am Fichtelsee sind die schwarze Kreuzotter und der Biber zu nennen, wobei der Biber seit 2005 am See beobachtet wird.
Das Naturschutzgebiet Seelohe hat als gut erhaltener Rest eines Hochmoores eine interessante Flora, unter anderem mit folgenden Pflanzen:
Spirke, Moorbirke, Rosmarinheide, Krähenbeere, Rauschbeere, Armblütige Segge und Scheidiges Wollgras